# ГЕС Nam Chien
ГЕС Nam Chien — гідроелектростанція у північній частині В'єтнаму. Знаходячись перед ГЕС Nam Chien 2 (32 МВт), становить верхній ступінь каскаду на річці Chien, лівій притоці Да, яка в свою чергу є правою притокою Хонгхи (біля Хайфона впадає в Тонкінську затоку Південно-Китайського моря).
У межах проекту річку перекрили арковою бетонною греблею висотою 137 метрів, довжиною 273 метри та товщиною по гребеню 6 метрів. Вона утримує водосховище з площею поверхні 3,78 км2 та об'ємом 154 млн м3 (корисний об'єм 108 млн м3).
Зі сховища через лівобережний гірський масив прокладено дериваційний тунель довжиною 9,9 км з діаметром 3,8 метра, який на завершенні сполучений із запобіжним балансувальним резервуаром висотою 22 метри з діаметром 12 метрів. Далі ресурс прямує через високонапірну ділянку траси, котра включає дві шахти — висотою 175 метрів та 462 метри.
Розташований на лівому березі річки наземний машинний зал обладнали двома турбінами типу Пелтон потужністю по 100 МВт, які при напорі у 666 метрів повинні забезпечувати виробництво 791 млн кВт-год електроенергії на рік.